# Ублюдок

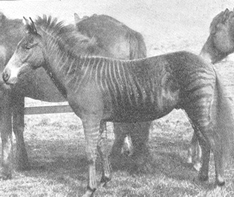
Гибрид лошади и зебры

Ублю́док (устар., от глагола «ублюдить, блудить») — выродок, нечистокровный; у людей — незаконнорождённый потомок «чистокровного, благородного» родителя.
Устаревший термин «ублюдок» в биологии в настоящее время полностью вытеснен словом «гибрид».
- У Даля[3]:
  - м. ублюдень. выродок, тумак, помесь двух видов животных; от жеребца и ослицы: лошак; от осла и кобылы: мул; от волка с собакой: волча, волкопёс, волчек; от лисы и собаки: лисопёс, подлисок; от разных пород собак: болван; от русака и беляка: тумак;  от мошника и полюха: полумощник, полуглухарь; от канарейки и чижа: полуканарейка и пр. См. болдырь.
  - Ублюдок, растение марьин корень меньшой, Paeonia hybrida Pall..
- У Ожегова[4]:
  - Непородистое животное, помесь (устар.).
  - перен. Незаконнорождённый ребёнок (устар. бран.) — бастард.
  - перен. Человек с низкими, животными инстинктами, выродок (прост. презр.).